# Массунгуна, Дани
Массунгуна Алекс Афонсу (порт. Massunguna Alex Afonso; родился 1 мая 1986, Бенгела), более известный как Дани Массунгуна (порт. Dani Massunguna) — ангольский футболист, защитник и капитан клуба «Примейру де Агошту».

## Клубная карьера
Массунгуна является воспитанником футбольного клуба «Примейру де Агошту». Начал свою профессиональную карьеру в 2002 году в основной команде того же клуба, в которой провёл три сезона в «Жираболе». Впоследствии на протяжении трёх лет защищал цвета «Депортиво Уила» и два года провёл в команде «Примейру де Маю», после чего в 2010 году вернулся в «Примейру де Агошту». После возвращения в течение следующего десятилетия был одним из основных центральных защитников команды и помог ей четыре раза подряд в течение 2016-2019 годов выигрывать Жираболу. В 2018 году вместе с клубом дошёл до полуфинала Лиги чемпионов КАФ. Его впечатляющие выступления за клуб позволили впервые получить вызов в национальную сборную.

## Междугародная карьера
Дани Массунгуна впервые был вызван в национальную сборную Анголы в 2010 году и на данный момент провёл 50 матчей за сборную.
В составе сборной был участником Кубка африканских наций 2012 в Габоне и Экваториальной Гвинее, 2013 в ЮАР и 2019 в Египте. Ни на одном из этих турниров ангольцы не смогли преодолеть групповой этап.

## Достижения
- Чемпион Анголы: 2016, 2017, 2018, 2019
- Обладатель Кубка Анголы: 2019
- Обладатель Суперкубка Анголы: 2017, 2019